# Leopold Roos

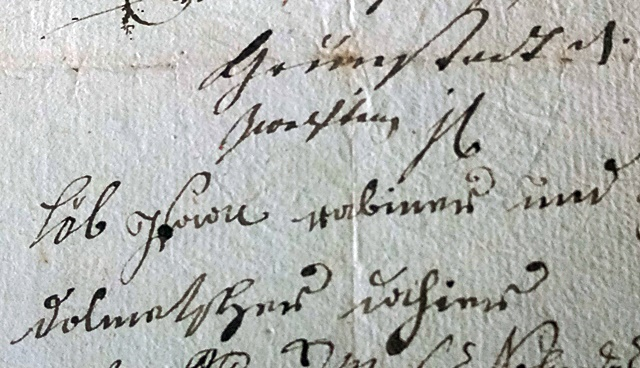
Unterschrift auf einem amtlichen Dokument der Stadt Grünstadt, 1804, „Löb Isaac, Rabiner und Dolmetscher“

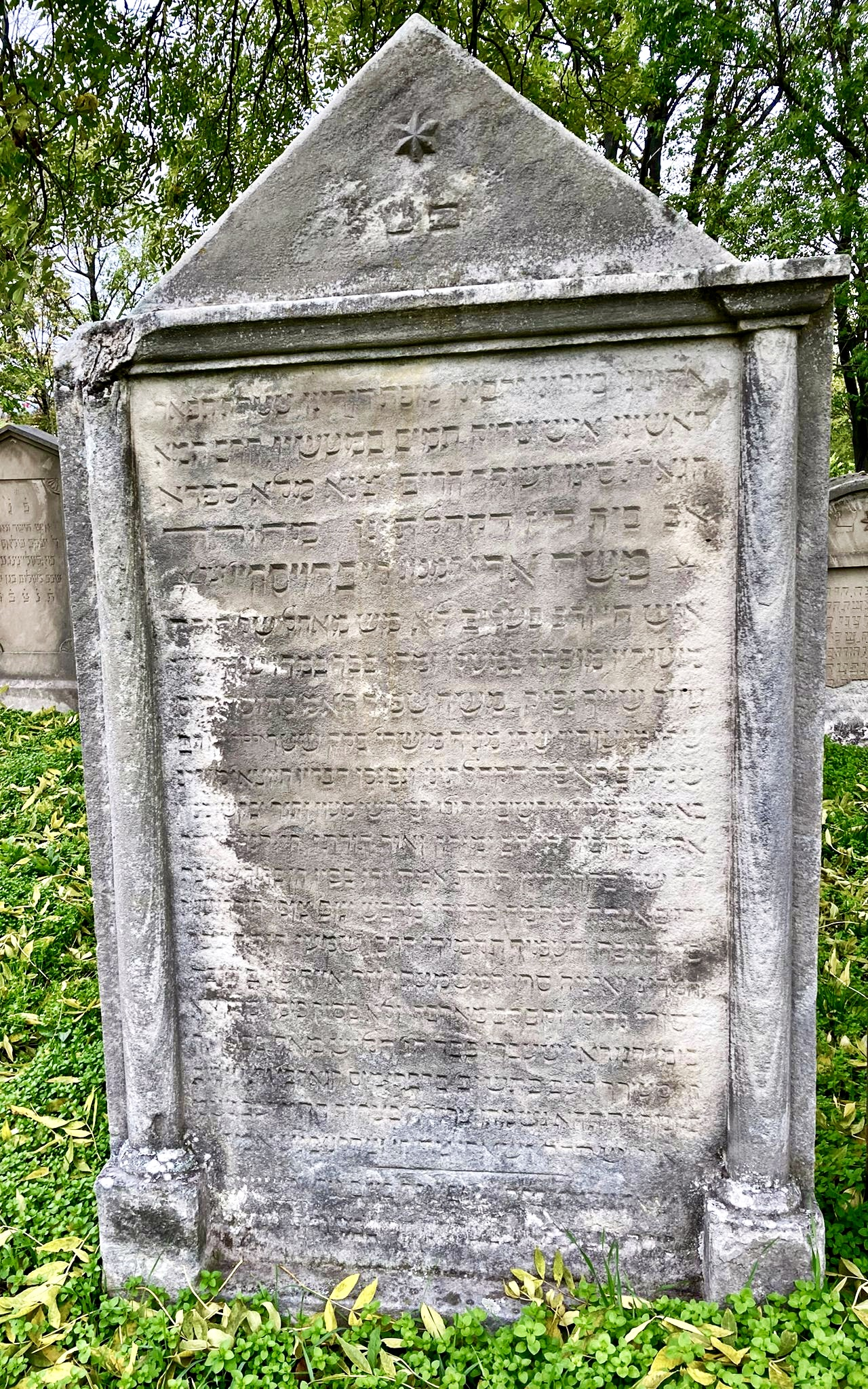
Grabstein des Rabbiners Leopold Roos (1768–1838), Judenfriedhof Grünstadt

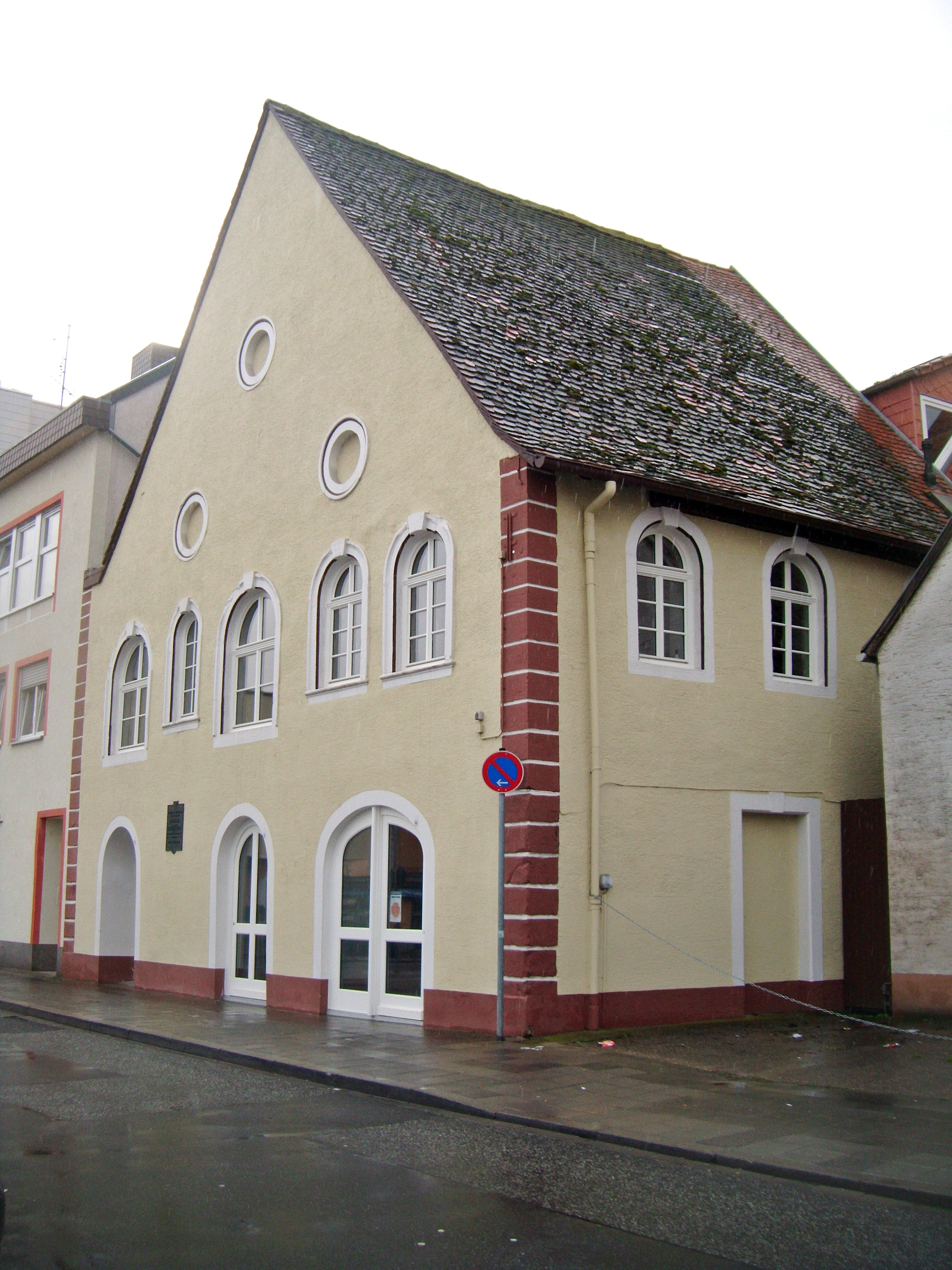
Synagoge Grünstadt, an der Leopold Roos 35 Jahre lang wirkte

Leopold Roos bzw. Löb Moses Roos (* 1768 in Rosheim, Elsaß; † 29. Oktober 1838 in Grünstadt) war ein Rabbiner und Talmudist.

## Leben und Wirken
Er war der Sohn des Rosheimer Rabbiners Isaac Roos und seiner Ehefrau Marianne geb. Buber.
Zunächst wirkte Leopold Roos als jüdischer Prediger im elsässischen Bischheim und in Strassburg, wo er Talmudschüler unterrichtete.
Ab 1802 erscheint er, im damals zum französischen Département du Mont-Tonnerre gehörenden Grünstadt, als Rabbiner an der dortigen Synagoge. Hier sagte sich die große Judengemeinde vom Oberrabbinat Worms los und unterstellte sich dem Oberrabbinat im neuen Departementsitz Mainz. 1807 nahm Roos am Großen Napoleonischen Sanhedrin in Paris teil, am 4. Juni 1809 wurde er als Rabbiner auf dessen Beschlüsse vereidigt und mit seiner Grünstadter Gemeinde offiziell dem Mainzer Großrabbiner untergeordnet. Schon im Jahr zuvor mussten alle französischen Juden bleibende Familiennamen annehmen. In der städtischen Liste von 1808 erscheint er mit dem jüdischen Namen Isaac Löb und nahm den bürgerlichen Namen Leopold Roos an.
Wie sich aus alten Urkunden ergibt, betätigte sich Roos auch als vereidigter Hebräisch-Dolmetscher für die Behörden. Er blieb 35 Jahre lang als Rabbiner in Grünstadt und erlebte in seinem Amt die Rückgliederung des pfälzischen Gebietes von Frankreich an das Königreich Bayern. Nach der Kultusstatistik vom 14. August 1815 war Leopold Roos als Rabbiner, von Grünstadt aus, auch für die Juden des Kantons Frankenthal sowie für die Gemeinden Monsheim, Heppenheim an der Wiese und Wachenheim (Pfrimm) zuständig. Damals gab es in der Region nur sehr wenige Rabbiner.
In jungen Jahren war Jacob Fränkel (1808–1887), später der 1. erste offizielle Militärrabbiner der Vereinigten Staaten von Amerika, als sein Grünstadter Synagogenkantor tätig.
1833 erteilte Roos eine in Grünstadt ausgestellte Approbation zur Fürther Talmudausgabe. Moritz Marx, Sohn des Bad Dürkheimer Rabbiners Alexander (Jacob Aron) Marx, erhielt 1838, nach eigenem Bekunden, sein Rabbinerdiplom „von dem seligen Rabbiner Löb Moses aus Grünstadt“.
Leopold Roos ist einer der ganz wenigen, biografisch belegten frühen Rabbiner von Grünstadt. Er war verheiratet mit Barbe Roos, die zuvor Bele Samuel hieß und sie hatten 7 Kinder. Sein Grabstein ist auf dem Judenfriedhof Grünstadt erhalten und hebt seine Tätigkeit als Talmudlehrer hervor. Der Name ist dort mit „Moses Arjeh genannt Löb Rosheim“ angegeben. Die Inschrift nennt ihn u. a. „das große Genie, Sinai und Bergversetzer“ bzw. „Korb voller Bücher“, was sich auf Talmudzitate beziehe und als Synonym für einen besonders thorakundigen, scharfsinnigen Gelehrten sowie einen sehr belesenen Mann mit großem Wissen stehe. In einem Nachruf heißt es, Roos sei nach „langjährigem Leiden“ gestorben und an der Beerdigung hätten „einige tausend Menschen verschiedener Konfessionen“ teilgenommen.